# Teodor Meleșcanu

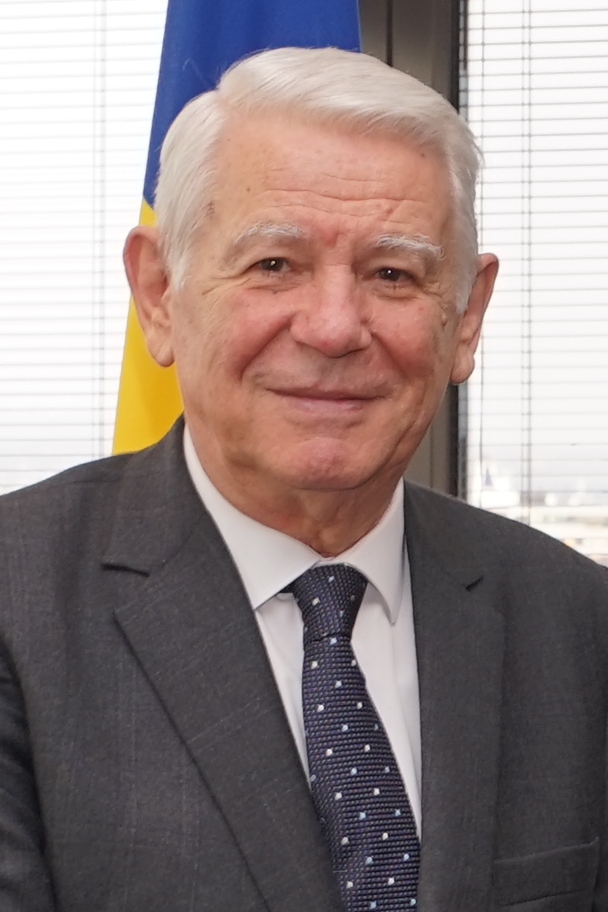
Teodor Meleșcanu (2017)

Teodor Viorel Meleșcanu (* 10. März 1941 in Brad) ist ein rumänischer Diplomat und Politiker (ALDE, ehemals PNL). Zwischen 2012 und 2014 war er Chef des rumänischen Externen Nachrichtendienstes. Erstmals war er von 1992 bis 1996 Außenminister. Kurzzeitig war er erneut im November 2014 als rumänischer Außenminister Mitglied der Regierung Ponta. Von Januar 2017 bis Juli 2019 war er ein drittes Mal Außenminister im Kabinett Dăncilă.

## Leben
Nach erfolgreichem Ablegen des Abiturs am Gymnasium „Moise Nicoară“ in Arad, studierte Teodor Rechtswissenschaften an der Universität Bukarest (1959–1964), sodann belegte er Aufbaustudiengänge für internationale Beziehungen an der Universität Bukarest (1964–1966).

### Der Diplomat
Im Jahr 1966 wurde er als Diplomat im Außenministerium angestellt. Von 1966 bis 1970 war er diplomatischer Attaché in der Direktion der Abteilung für Rechtsverträge und von 1970 bis 1978 dritter Sekretär in der Abteilung für internationale Organisationen in der Sektion für Abrüstungsverträge. Während dieser Zeit frequentierte er Aufbaustudiengänge an der Fakultät für Wirtschafts- und Sozialwissenschaften der Universität Genf (1967–1968) und am höheren Institut für Internationale Studien in Genf (1967–1970). Im Jahr 1973 promovierte er in Politikwissenschaften und internationalem Recht an der Universität Genf.
Zwischen 1978 und 1985 wurde Meleșcanu als 2. Sekretär an der Ständigen Vertretung Rumäniens bei den Vereinten Nationen und anderen internationalen Organisationen in Genf abgeordnet. Er kehrte im Jahr 1985 nach Rumänien zurück und wurde zuerst in der Zentrale des Außenministeriums als Generalsekretär der Abteilung für Internationale Sicherheit und Abrüstung beschäftigt (1985-–1990). Danach war er vom 23. August 1990 bis 15. Mai 1991 Unterstaatssekretär und Leiter der Sektion für Lateinamerika, Asien und Afrika, vom 15. Mai 1990 bis zum 19. November 1992 diplomatischer Rat und schließlich, im Anschluss, Botschafter.

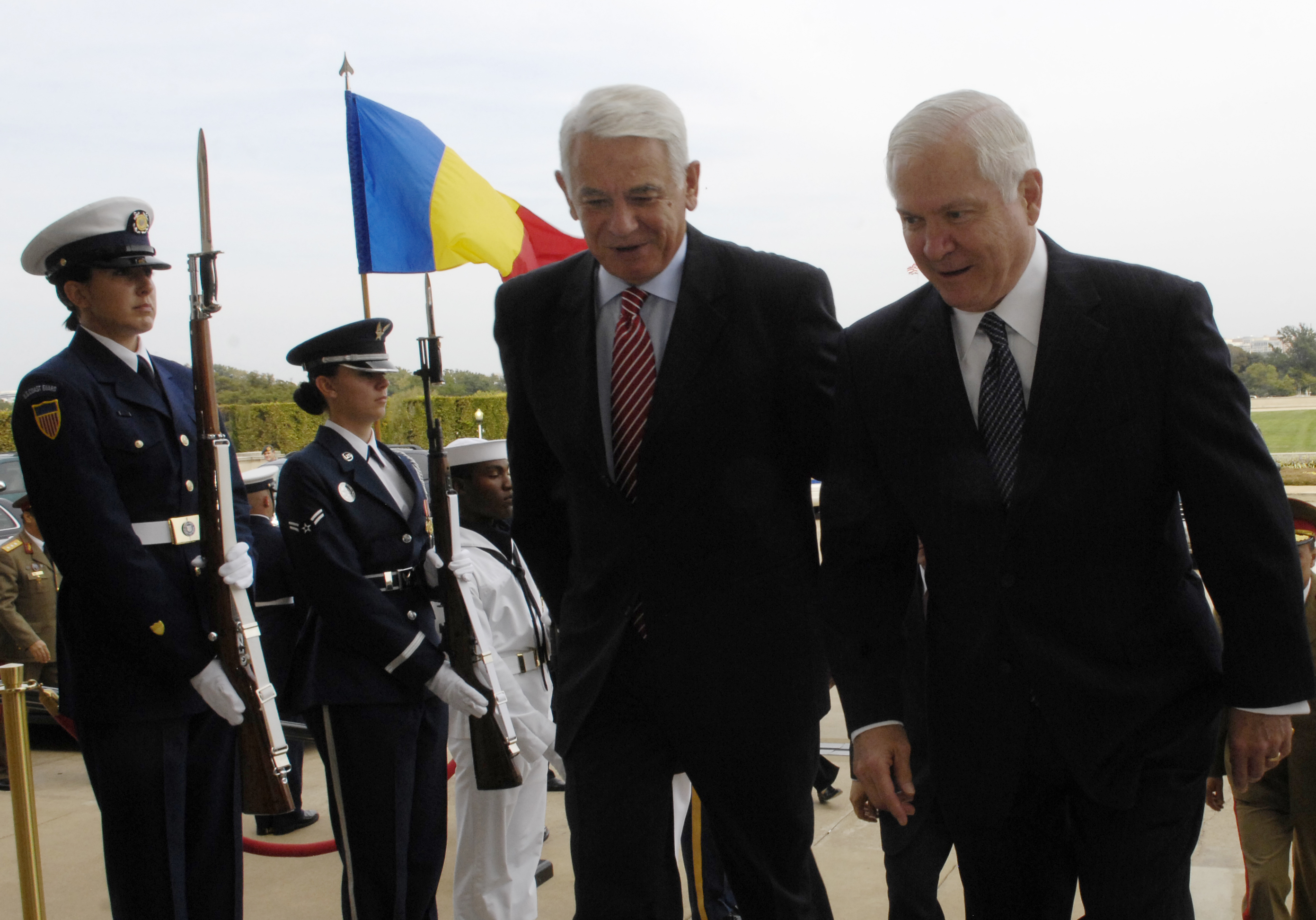
Die Verteidigungsminister Robert Gates und Teodor Meleșcanu, 24. September 2008

### Der Politiker
Zwischen 19. November 1992 und 11. Dezember 1996 diente Meleșcanu als Staats- und Außenminister in der Regierung von Nicolae Văcăroiu. In dieser Funktion war er Mitglied und Leiter der rumänischen Delegation bei verschiedenen Konferenzen und Treffen der Mitglieder der Vereinten Nationen, der OSZE, dem Europarat, der NATO und WEU.
Nach den Parlamentswahlen im November 1996, wo er für die PDSR angetreten war, wurde er Senator für den Kreis Prahova. In dieser Funktion war er als Vorsitzender des Ausschusses für auswärtige Angelegenheiten des rumänischen Senats in der Legislaturperiode von 1996 bis 2000. Bis November 1997 war er außerdem Mitglied der rumänischen Delegation im Europarat.
Im Juni 1997 gründete er die Partei „Allianz für Rumänien“, zusammen mit einigen ehemaligen Mitgliedern der PDSR (Mircea Coșea, Iosif Boda, Marian Enache und andere) und im Dezember des Jahres zum Präsidenten der Partei gewählt. Diese Funktion hatte er bis zur Fusion mit der PNL im Jahr 2002 inne. Dort wurde er erster Vizepräsident der Partei und war zuständig für die internationale Beziehungen.
Nach den Parlamentswahlen im November 2004 wurde er erneut für Prahova in das rumänische Parlament gewählt. Als Senator war er unter anderem Vizepräsident des Ständigen Büros des Senats (bis April 2007), Mitglied des Auswärtigen Ausschusses und des Unterausschusses für Angelegenheiten der Rumänen im Ausland. Nach der Regierungsumbildung vom 5. April 2007 wurde Meleșcanu Minister für Nationale Verteidigung im Kabinett des Călin Popescu-Tăriceanu ernannt und war vom 15. Januar bis 29. Februar 2008 auch Interims-Justizminister, nachdem es zu Unstimmigkeiten zwischen dem Präsidenten Traian Băsescu und dem Premierminister Victor Ponta über die Ernennung von Senatorin Norica Nicolai für die vakante Position des Justizministers gekommen war.
Am 28. Februar 2012 wurde der Politiker vom Parlament zum Direktor des Auslandsgeheimdienstes bestimmt. Er trat als unabhängiger Kandidat zur Präsidentschaftswahl in Rumänien 2014 an. Nach dem Rücktritt von Titus Corlățean wurde er am 10. November 2014 zum neuen rumänischen Außenminister ernannt. Nach nur einer Woche im Amt trat Meleșcanu am 18. November wegen Problemen bei der Präsidentschaftswahl in rumänischen Konsulaten zurück.
Im Januar 2017 wurde Meleșcanu Außenminister der Regierung Grindeanu. Ende Juni 2017 wurde er im Kabinett Tudose erneut Außenminister. Im Juli 2019 folgte ihm Ramona Nicole Mănescu als Außenministerin im Kabinett Dăncilă nach.